# Krînîcikî, Solone
Krînîcikî (în ucraineană Кринички) este un sat în comuna Oleksandropil din raionul Solone, regiunea Dnipropetrovsk, Ucraina.

## Demografie
Componența lingvistică a localității Krînîcikî
     Ucraineană (98,76%)
     Alte limbi (0,83%)
Conform recensământului din 2001, majoritatea populației localității Krînîcikî era vorbitoare de ucraineană (98,76%), existând în minoritate și vorbitori de alte limbi.